# Maxvorstadt

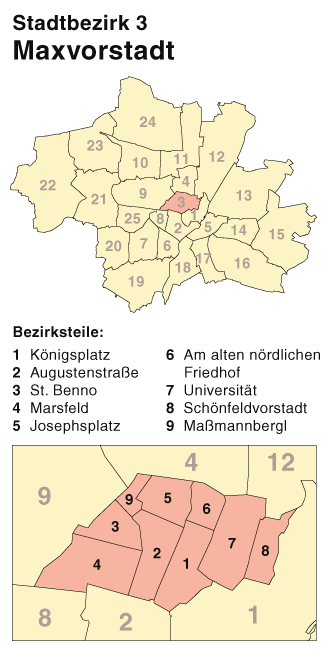
Vị trí của quận 3 ở München

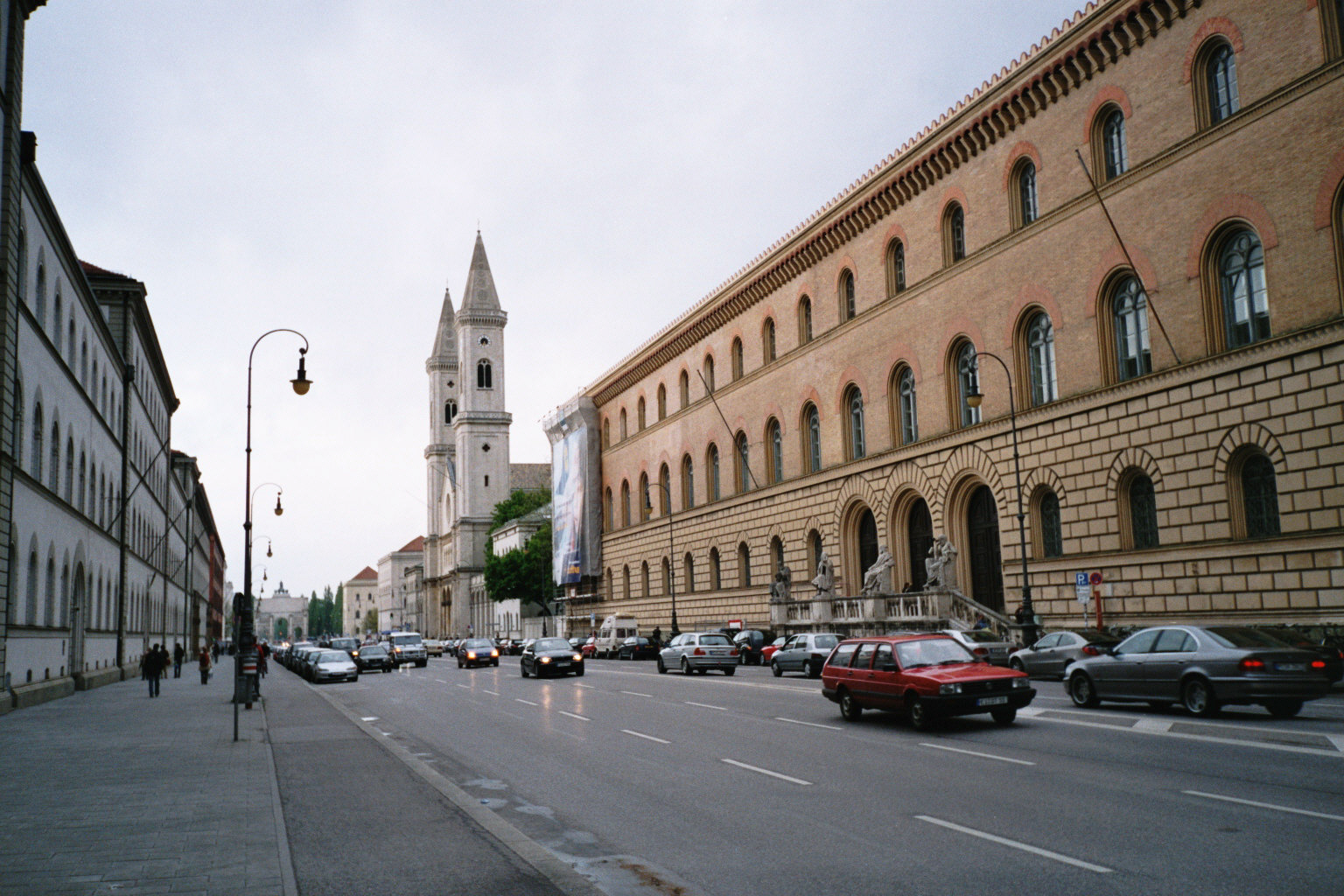
Ludwigstraße với thư viện Quốc gia và Ludwigskirche

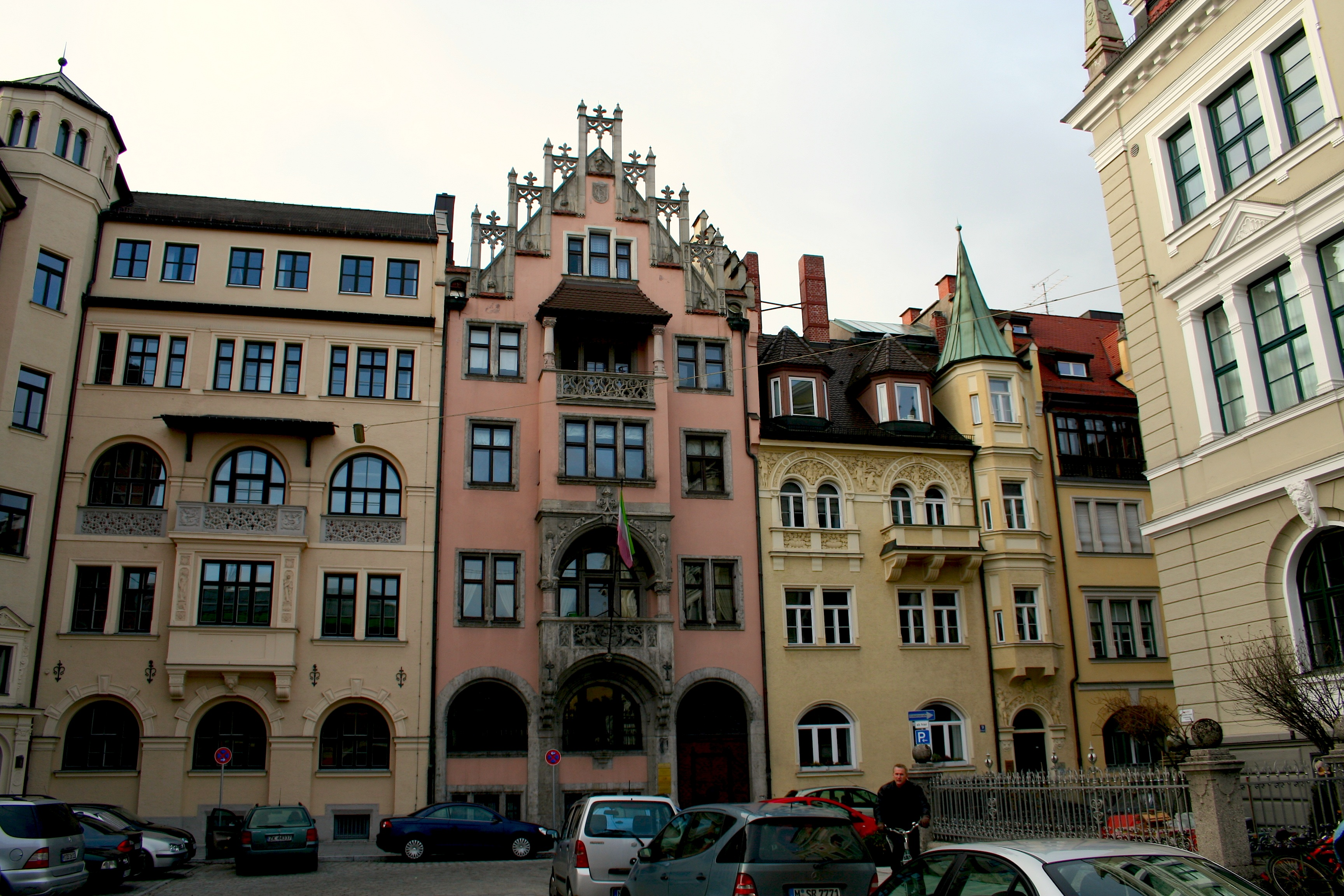
Richard-Wagner-Straße ở Maxvorstadt

Maxvorstadt là một khu phố của München và cũng là quận 3 Maxvorstadt. Quận này từ 1992 bao gồm Maxvorstadt-Universität, Maxvorstadt-Königsplatz-Marsfeld und Maxvorstadt-Josephsplatz.

## Vị trí
Quân này nằm giữa Odeonsplatz và Stachus có ranh giới về phía Đông Bắc với Altstadt, và về phía Đông với Vườn Anh, về phía Bắc với Schwabing, phía Tây Bắc với Neuhausen-Nymphenburg, đỉnh Tây Nam chạm vùng Schwanthalerhöhe, và về phía Nam với Ludwigsvorstadt-Isarvorstadt. Phần phía Đông của Maxvorstadt thường bị tưởng lầm là thuộc Schwabing.

Königplatz

## Lịch sử
Maxvorstadt được hoạch định giữa năm 1805 và 1810 dưới thời vua Bayern Maximilian I. Joseph, và cũng được đặt theo tên ông, đây là lần đầu tiên thành phố mở rộng được họa đồ trước. Tuy nhiên phần lớn được xây sau năm 1825 dưới thời Ludwig I. với kiến trúc Tân cổ điển. Ngày nay phần lớn vẫn còn như xưa là Richard-Wagner-Straße với viện bảo tàng Cổ sinh vật học và địa chất học. Đầu tiên Ludwigstraße từ Feldherrnhalle đến Siegestor được xây trước. Ranh giới với Phố cổ là Brienner Straße. Phía Tây Ludwigstraße một mạng lưới hình chữ nhật được hình thành. Trong khu vực này gồm có công trường Wittelsbach, Karolinen và König.

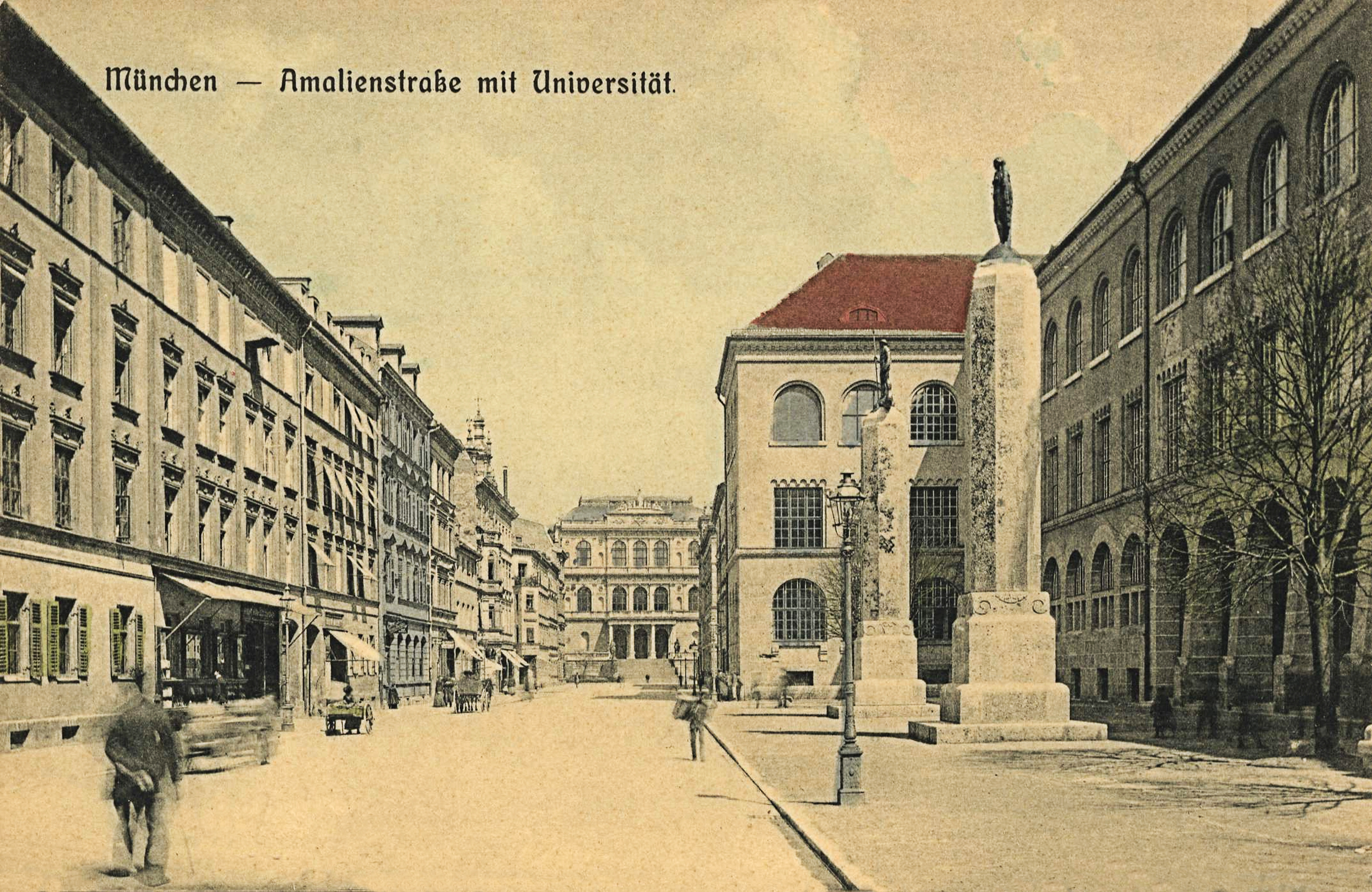
Amalienstraße khoảng 1900

Trong khu vực này có nhiều trung tâm văn hóa và nghệ thuật, cũng như nhiều viện bảo tàng và nhà sưu tầm tranh ảnh hội họa của thành phố như Alte Pinakothek và Neue Pinakothek, Städtische Galerie im Lenbachhaus, Staatliche Graphische Sammlung München, Glyptothek và Staatliche Antikensammlungen, Kunstsammlung des Herzoglichen Georgianum trong Georgianum cũng như trường cao đẳng Nghệ thuật và đại học Âm nhạc và Kịch nghệ. Pinakothek der Moderne được khai mạc vào năm 2002 và viện bảo tàng Brandhorst vào năm 2009.
Khu phố này tập trung nhiều việc làm và thêm nữa với số sinh viên trên 100.000 đưa đến việc, ban ngày số người hiện diện đông gấp 4 lần số người thật sự ở đây. Maxvorstadt với nhiều đại học cùng trường nghệ thuật là một khu vực trí thức và sinh viên tiêu biểu. Đa số là các người lứa tuổi thập niên 20 đến 30. Trẻ em dưới 15 và người già rất ít. Số nhà 1 người ở đông hơn bình thường, cũng như số dọn nhà ra và vào rất cao. 2 phần 3 số nhà được xây sau năm 1948.

## Sách báo
- Martin Arz, Maxvorstadt: Reiseführer für Münchner. Hirschkäfer Verlag, München 2012, ISBN 978-3-940839-27-5.
- Martin Arz, Ulrich Schall: Die Maxvorstadt – Die unbekannte Schöne. Hirschkäfer Verlag, München 2008, ISBN 978-3-940839-01-5.
- Reinhard Bauer: Maxvorstadt. Das Stadtteilbuch. Unverhau, München 1995, ISBN 3-920530-85-3.